# Ordre de Saint-Alexandre Nevski
Pour les articles homonymes, voir Alexandre Nevski (homonymie).
Ne doit pas être confondu avec Ordre d'Alexandre Nevski ou Ordre de Saint-Alexandre.
L’ordre de Saint-Alexandre Nevski (en russe : орден Святого Александра Невского) est une décoration de l’Empire russe décernée de 1725 à 1917. L’ordre est conçu par Pierre Ier de Russie comme une distinction militaire. À cette époque, la Russie vivant en paix, l’empereur de toutes les Russies ne prit pas le temps de préparer le décret. L’ordre fut instauré par Catherine Ire de Russie le 21 mai 1725 qui en fit une récompense à la fois militaire et civile. Il est chronologiquement le troisième ordre russe après l’ordre de Saint-André et l’ordre de Sainte-Catherine.
L’ordre de Saint-Alexandre Nevski eut pour modèle l’ordre royal et militaire de Saint-Louis, un ordre honorifique créé par Louis XIV en avril 1693. Pierre Ier eut le loisir de découvrir cet ordre français lors de sa visite à Louis XV le 10 mai 1717.
Le 8 avril 1725, le prince Alexandre Danilovitch Menchikov, ami de Pierre Ier de Russie et gouverneur général de Moscou, fut la première personnalité honorée par cette distinction.

## Description

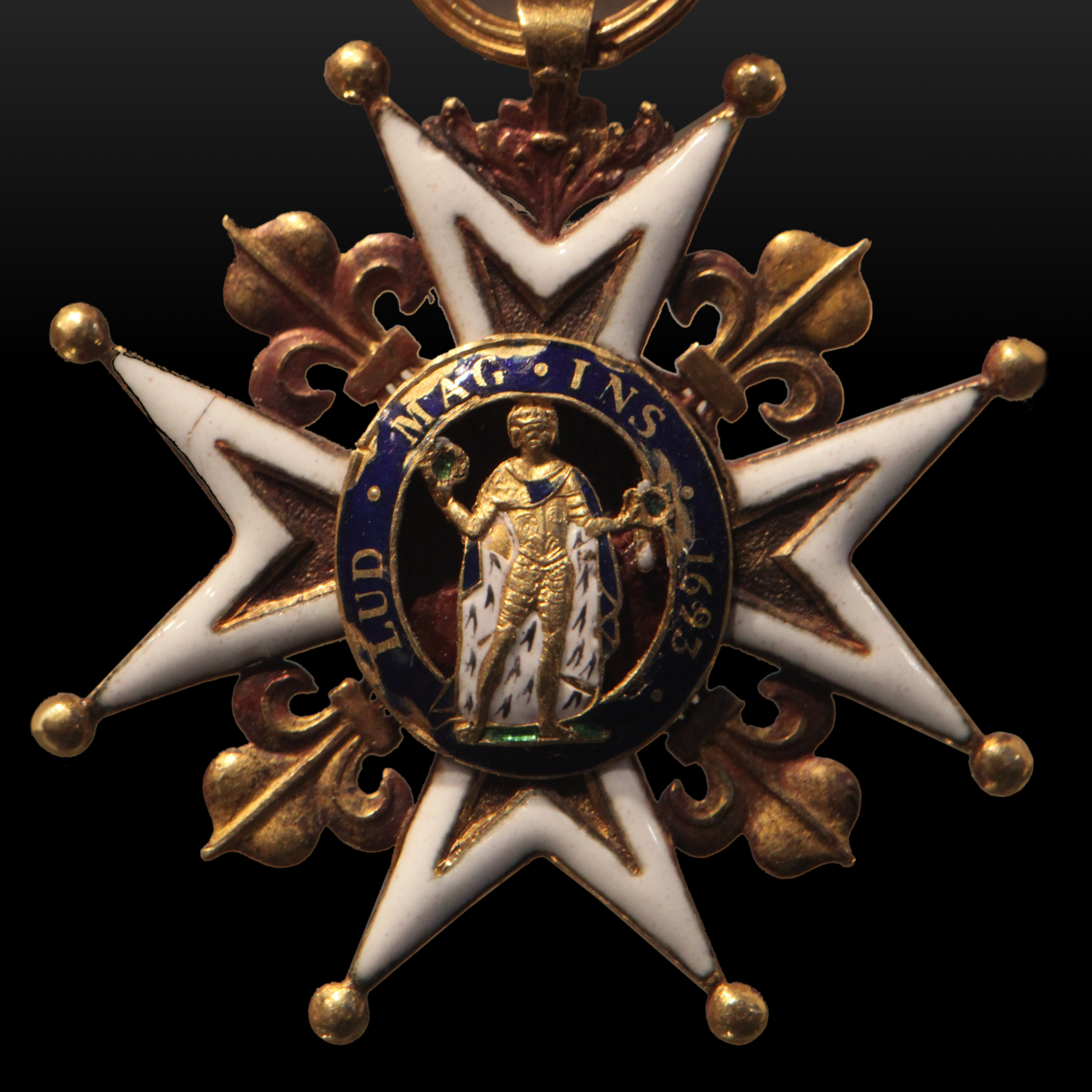
Croix de l’ordre royal et militaire de Saint-Louis ayant servi de modèle lors de la création de l’ordre de Saint-Alexandre Nevski

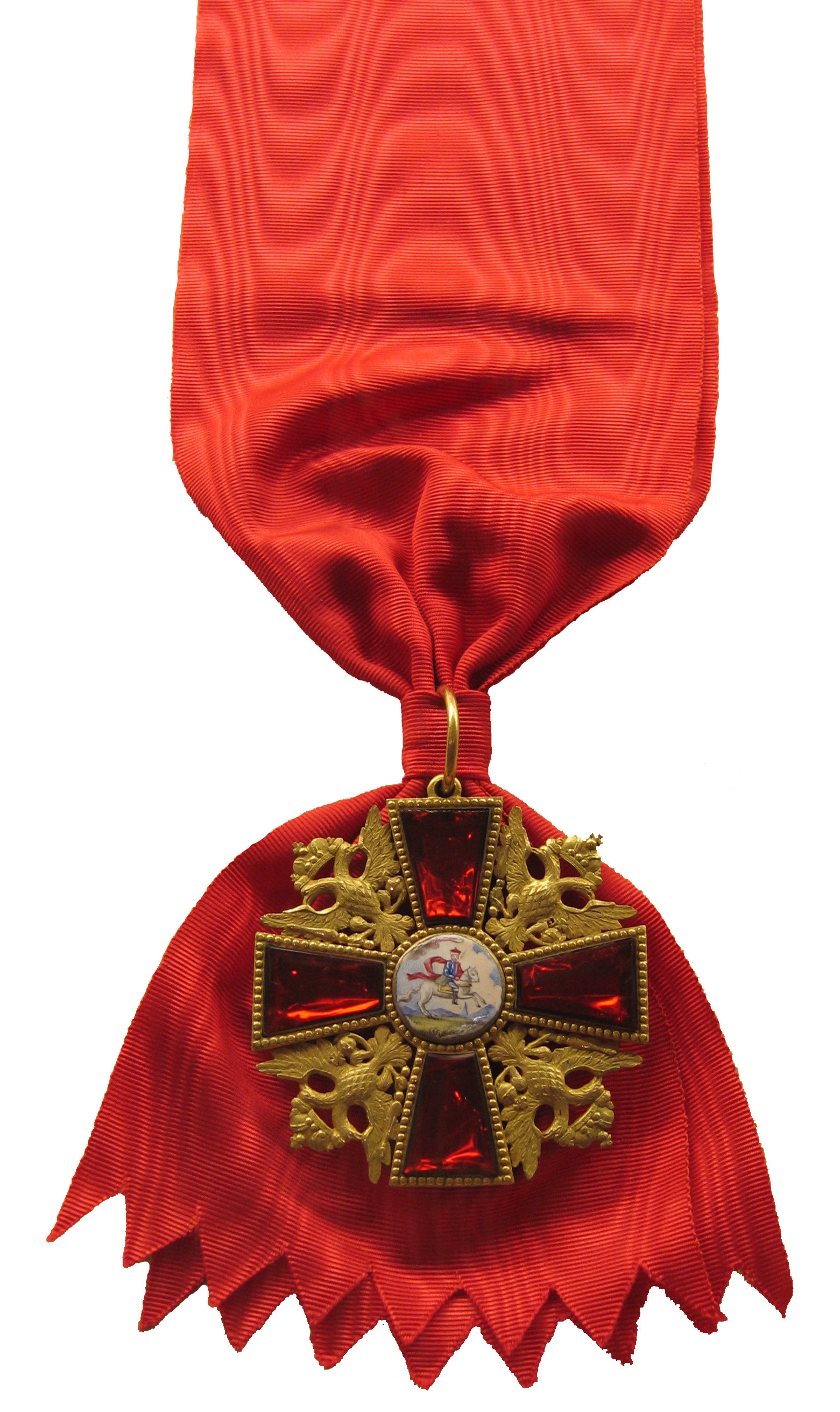
Décoration de l’ordre de Saint-Alexandre Nevski avec son ruban en soie rouge datant de la fin du

L’insigne se présente comme une croix à quatre branches avec des extrémités évasées. La caractéristique de cette décoration est les aigles bicéphales placés entre les extrémités de la croix. En son centre, un médaillon rond représentant Alexandre Nevski à cheval. Sa devise est : Pour les Travaux et la Patrie (« За труды и Отечество »). Cette décoration est créée en mémoire des actes de résistance d’Alexandre Nevski (1220-1263) face à l’invasion des armées étrangères.
De la fin du XVIIIe siècle jusqu’au début du XIXe siècle, la croix se compose de quatre branches en verre rouge très profond, imitant parfaitement la couleur du rubis.

## Historique

### Sous le règne de CatherineIre
En 1728, Catherine Ire de Russie remis l’ordre de Saint-Alexandre Nevski au roi de Géorgie Vakhtang VI de Karthli.
Le 21 mai 1725 date du mariage de la grande-duchesse Anna Petrovna de Russie et du duc Charles-Frédéric de Holstein-Gottorp, première personnalité étrangère décorée de l’ordre de Saint-Alexandre Nevski, cette distinction fut remise à 18 personnalités civiles et militaires. La liste des bénéficiaires de cet ordre démontre l’intention d’honorer des hauts officiers (lieutenant-général ou major-général) de l’Armée impériale de Russie et les membres du gouvernement.
Le 10 septembre 1725, à l’occasion de l’anniversaire du transfert des reliques d’Alexandre Nevski de Vladimir à Saint-Pétersbourg, l’impératrice Catherine Ire épingla elle-même l’ordre de Saint-Alexandre Nevski sur sa poitrine. Lors de cette même cérémonie, 21 représentants civils, militaires et personnalités de la haute noblesse furent décorés. Parmi ces bénéficiaires, Auguste II de Pologne et Frédéric IV de Danemark, le comte Gavriil Ivanovitch Golovkine, le feld-maréchal Mikhaïl Mikhaïlovitch Golitsyne, le prince Anikita Ivanovitch Repnine (1668-1726), le commandement en chef de l’artillerie russe, Jacob Bruce (1669-1735). À cette date, l’attribution de l’ordre de Saint-Alexandre Nevski était réservée à un militaire ayant au minimum le grade de lieutenant-général, quant aux civils, ils devaient appartenir à un rang hiérarchique équivalent ou à la Chancellerie privée. Au cours du règne de l’impératrice, hormis Catherine Ire, 61 décorations de l’ordre de Saint-Alexandre Nevski furent décernées. Sous le règne de Catherine Ire de Russie, la devise de l’Ordre était : Travail et Patrie.

#### Description
Sous le règne de Catherine Ire de Russie aucun modèle officiel de l’ordre de Saint-Alexandre Nevski décrivant la taille et le matériel employé au façonnement n’était utilisé comme référence lors de sa confection. Ce qui explique les grandes diversités de forme qui subsisteront jusqu’à l’avènement de Paul Ier de Russie (1796). Contrairement à certains ordres russes, l’ordre de Saint-Alexandre Nevski ne possédait qu’une seule classe. En cette fin du XVIIIe siècle, cette distinction était dotée d’une croix, entre chacune de ses branches, l’aigle bicéphale, au centre un médaillon représentant le Saint à cheval, une main divine transperçant les nuages lui donne la bénédiction. En fond, on distinguait la cathédrale Sainte-Sophie de Novgorod. La croix était suspendue à une écharpe rouge passant de l’épaule gauche à la hanche droite, une plaque composée de huit branches était cousue sur la veste sur le côté gauche.

### Sous le règne d’AnneIre
Une personnalité de la haute noblesse russe perdant les faveurs du souverain se voyait dans l’obligation de restituer ses décorations et ses titres. De retour de disgrâce, ses titres et insignes lui étaient rendus et il était, en outre, rétabli dans ses fonctions. Il en fut ainsi pour le comte Ernst Johann von Biron, en 1730. Malgré sa modeste naissance, le comte reçut l’ordre de Saint-Alexandre Nevski. Grand Chambellan et favori d’Anne Ire de Russie, profitant de sa toute-puissance, en 1740, il obtint l’ordre de Saint-Alexandre Nevski pour ses deux frères : Pierre Karlovitch von Biron, maire puis gouverneur général de Moscou et Karl Karlovitch von Biron (1684-1746). Au décès de l’impératrice Anne Ire de Russie, il s’empara de la régence, mais bientôt le Grand Chambellan fut renversé, dépossédé de ses décorations et titres, et exilé en Sibérie. En 1762, lors de son accession au trône impérial de Russie, Pierre III le rétabli dans ses fonctions et rangs, lui restitua ses différentes décorations dont l’ordre de Saint-Alexandre Nevski. En 1763, Catherine II de Russie lui rendit son duché de Courlande. Sous le règne d’Élisabeth Ire de Russie, il en fut de même pour le maréchal Burckhardt Christoph von Münnich
Les différents coups d’État en Russie impériale frappèrent aveuglément les bons serviteurs de l’Empire comme les mauvais. Le major général Alexandre Roumiantsev reçut l’insigne de l’ordre de Saint-Alexandre Nevski en 1726. À l’avènement d’Anne Ire de Russie (1730), son opposition à la germanophilie et au luxe étalé par la Cour provoquèrent sa disgrâce et il fut exilé sur ses terres près de Kazan. Récipiendaire de nombreux ordres de la Russie impériale, il dut les restituer. En 1735, au grade de lieutenant général, Anne Ire de Russie lui rendit ses distinctions.

#### Récipiendaires

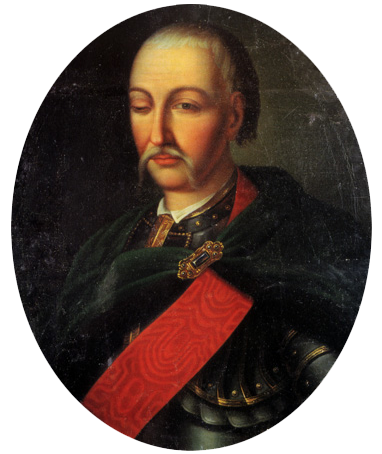
L'hetman zaporogue Daniil Pavlovitch Apostol (1654-1734) arborant sur sa poitrine le ruban de soie rouge de l’ordre de Saint-Alexandre Nevski.

- 1731 : l'hetman zaporogue Daniil Pavlovitch Apostol (1654-1734)
- 1734 : le prince géorgien Bakar Bagration, lieutenant général de l’Armée impériale de Russie
- 1736 : Auguste III de Pologne

### Sous le règne d’ÉlisabethIre
En 1721, Burckhardt Christoph von Münnich entre au service de Pierre Ier. En 1728, profitant de sa position, il obtient du tsar l’ordre de Saint-Alexandre Nevski. La même année, son frère cadet, Christian Wilhelm von Münnich, et son fils Ernst von Münnich sont également décorés de cet ordre. Partisan du jeune empereur Ivan VI de Russie, le 27 janvier 1742, le comte-maréchal tombe en disgrâce, condamné à être écartelé. Élisabeth Ire de Russie commue sa peine en exil à Pelym en Sibérie. Son fils Ernest est chassé de la Cour. Privé de ses fonctions, de ses titres, de ses nombreuses décorations, Münnich survit dans la pauvreté. En 1762, Pierre III de Russie le rappelle à Saint-Pétersbourg ; les Münnich rentrés en grâce recouvrent leurs titres, fonctions et leurs nombreuses décorations russes dont l’ordre de Saint-Alexandre Nevski.

#### Récipiendaires
- 1743 : Frédéric II de Prusse
- 1758 : le prince géorgien Georgi et lieutenant général de l’Armée impériale de Russie.

### Sous le règne de Catherine II

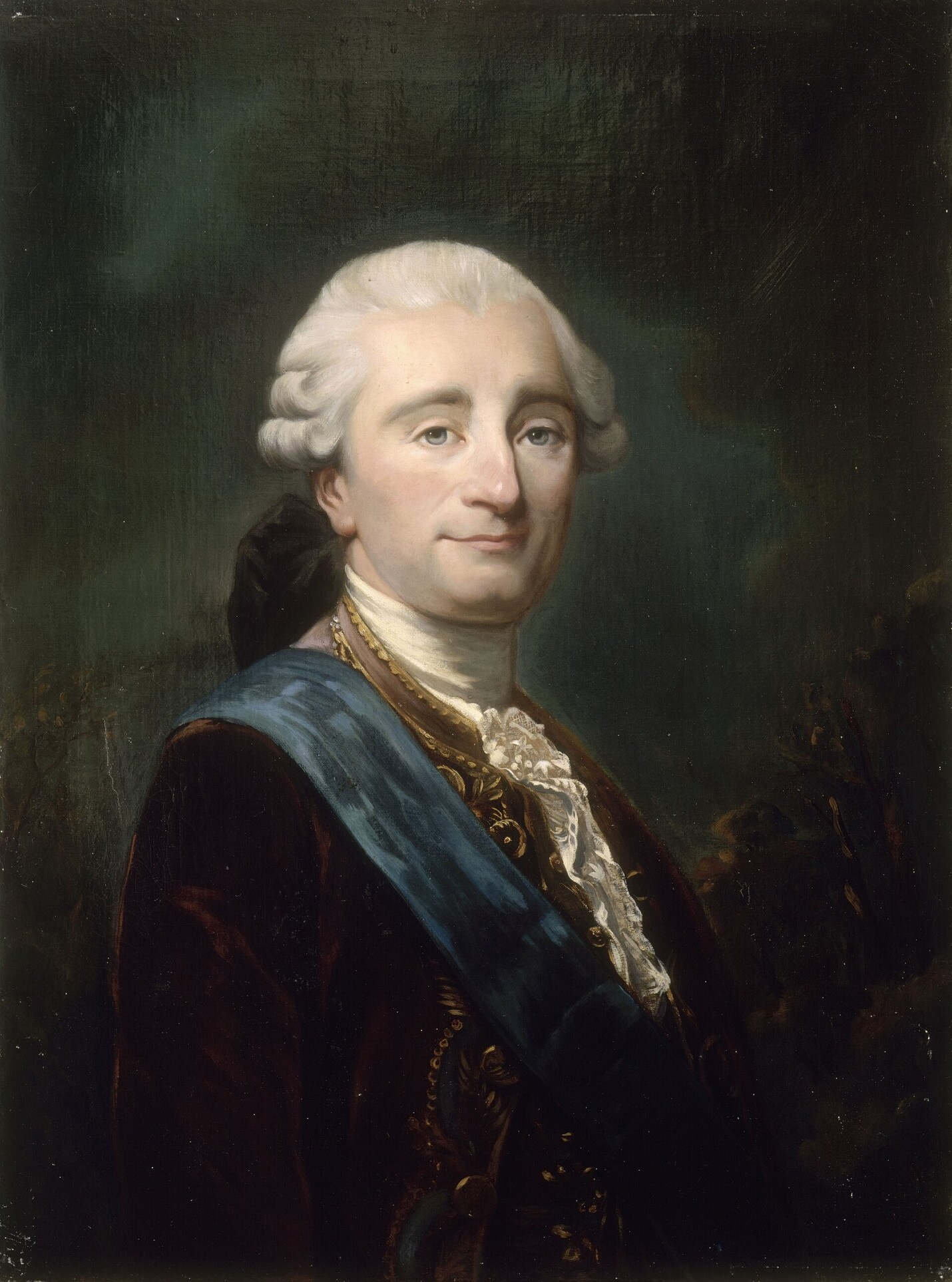
François-Emmanuel comte de Saint Priest, ambassadeur du roi Louis XV, dernier ministre de la Maison du Roi Louis XVI et premier ministre de l’Intérieur, lieutenant-général des armées du roi et pair de France en 1815, portant les insignes de chevalier grand-croix de l’ordre de Saint-André, également chevalier de l’ordre de Saint Alexandre Nevski

Sous le règne de Catherine II de Russie environ 300 personnalités furent décorées de l’ordre de Saint-Alexandre Nevski. En 1759, pour sa victoire à la bataille de Kunersdorf, Piotr Alexandrovitch Roumiantsev fut élevé au grade de lieutenant-général et reçut l’ordre de Saint-Alexandre Nevski. En 1760, Abram Petrovitch Gannibal, promu général en chef, reçut également cette distinction. La même année, le père du célèbre feld-maréchal Alexandre Vassilievitch Souvorov, le lieutenant Vassili Ivanovitch Souvorov, fut récompensé pour son excellent travail au poste de gouverneur de Prusse au cours de la guerre de Sept Ans. Les civils décorés de l’ordre de Saint-Alexandre Nevski furent : l’homme d'État et président de l’Académie des Sciences, Alexeï Kirillovitch Razoumovski (1748-1822) (1746), l’un des fondateurs de l’université de Moscou (1746), Ivan Ivanovitch Chouvalov (1727-1797), l’un des fondateurs de l’université de Moscou et de Saint-Pétersbourg (1751), président de l’Académie impériale des beaux-arts et secrétaire personnel de l’impératrice Catherine II, Ivan Ivanovitch Betskoï (1704-1795) (1762).
Parmi les autres personnalités civiles et militaires élevées par Catherine II de Russie au rang de chevalier de l’ordre de Saint-Alexandre Nevski : le feld-maréchal Alexandre Vassilievitch Souvorov en 1771, le général d’infanterie de l’Armée impériale de Russie Mikhaïl Koutouzov (1791), le vice-amiral Fiodor Fiodorovitch Ouchakov (1792), le conseiller privé et grand collectionneur de livres anciens, le comte Alexeï Moussine-Pouchkine (1744-1817). Certaines personnalités de la noblesse russe profitèrent des liens très étroits avec l’impératrice pour obtenir certains avantages ; ainsi, les frères Orlov, le feld-maréchal Grigori Potemkine obtinrent pour plusieurs de leurs parents l’ordre de Saint-Alexandre Nevski, Platon Alexandrovitch Zoubov obtint de Catherine II de Russie la décoration pour ses frères. En 1785, le gouverneur de Moscou, Nikolaï Petrovitch Arkharov, tristement célèbre pour sa brutalité envers les Moscovites, reçut cette distinction.
Parmi les étrangers élevés par l’impératrice Catherine II à l’ordre de Saint-Alexandre Nevski se trouve un diplomate et homme d’État français, François-Emmanuel comte de Saint-Priest fait également chevalier grand-croix de l’ordre impérial de Saint-André.

#### Service de table
En 1777, l’impératrice Catherine II passa commande d’un service de table de 40 pièces pour un coût de 5 000 à 6 000 roubles à la manufacture Gardner Merchant (créée en 1766 ; aujourd’hui manufacture de porcelaine Dmitrov, située dans la petite ville de Verbilki, près de Moscou). Un ruban rouge rappelant celui de l’Ordre ornait le pourtour des différentes pièces de vaisselle. Au milieu de chaque pièce de couleur blanche figurait une étoile argentée à huit branches et, en son centre, le monogramme de Saint Alexandre Nevski. Il fut utilisé au palais d'Hiver, le 30 août, jour de la célébration de la fête de l’Ordre.

### Sous le règne de PaulIer

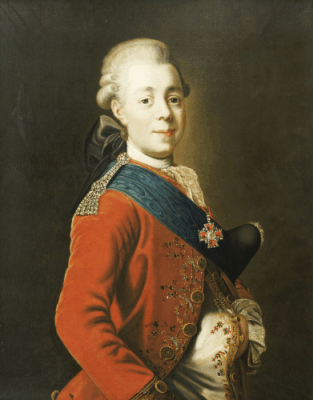
Paul Ier de Russie portant sur sa poitrine l’ordre de Saint-Alexandre Nevski

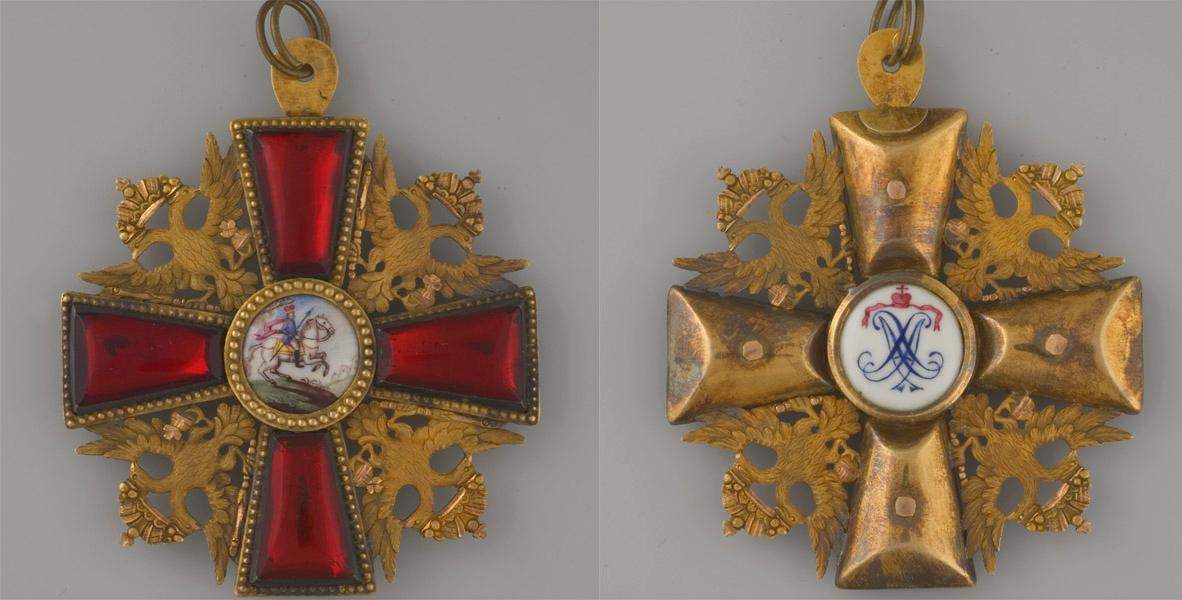
Ordre de Saint-Alexandre Nevski conçu par Paul Ier de Russie. L’avers se compose d’une croix rouge avec en son centre Saint Alexandre Nevski, au revers son monogramme surmonté d’une couronne princière (1797)

En 1797, Paul Ier de Russie donna un statut officiel à cet ordre et une description : une croix rouge avec, entre les branches, l’aigle bicéphale et en son centre Alexandre Nevski à cheval. Influencé par son admiration pour l’ordre de Saint-Jean de Jérusalem, dont il devint grand maître entre 1798 et 1801, l’empereur introduisit le titre spécial de « chevalier-commandeur » de l’ordre de Saint-Alexandre Nevski qui octroyait au récipiendaire le droit de toucher des revenus provenant de villages appartenant à l’Ordre.
Au cours de son règne, Paul Ier de Russie éleva 80 personnalités militaires et civiles au titre de chevalier de l’ordre de Saint-Alexandre Nevski. Le 5 avril 1797, l’empereur approuva les quatre ordres de la Russie impériale : ordre de Saint-André (1), ordre de Sainte-Catherine (2), ordre de Saint-Alexandre Nevski (3), ordre de Sainte-Anne (4), ce dernier étant à l’origine une distinction du duché de Holstein-Gottorp intégrée aux ordres de la Russie impériale. Par haine de sa mère, la Grande Catherine, il abolit deux ordres créés par l’impératrice : l’ordre de Saint-Georges (1769) et l’ordre de Saint-Vladimir (1782). Ce même jour, l’empereur créa le premier insigne serti de diamants qui représentait la plus haute distinction dans cet ordre.
En 1797, Paul Ier de Russie fit un descriptif très détaillé des quatre ordres impériaux. Pour l’ordre de Saint-Alexandre Nevski, les bénéficiaires devaient porter le ruban rouge sur l’épaule gauche. La croix rouge se composait de quatre branches, entre chacune d’entre elles, l’aigle bicéphale, emblème de la Russie impériale et, en son centre, un médaillon représentant Saint Alexandre Nevski sur un cheval, sur le revers, sur un champ blanc son monogramme A.N. (en russe : A.H.) surmonté de la couronne princière. Vers 1800, l’empereur créa un badge d’argent avec en son centre un médaillon rouge représentant le monogramme de Saint Alexandre Nevski et un cercle rouge entourant le médaillon portant cette inscription : « Pour le Travail et la Patrie ».
En 1797, sur l’insigne de l’ordre de Saint-Alexandre Nevski décerné aux personnalités non-chrétiennes, l’image de Saint-Alexandre Nevski et son monogramme furent remplacés par l’aigle bicéphale noir, l’emblème de la Russie impériale.

#### Règlement, tenue protocolaire

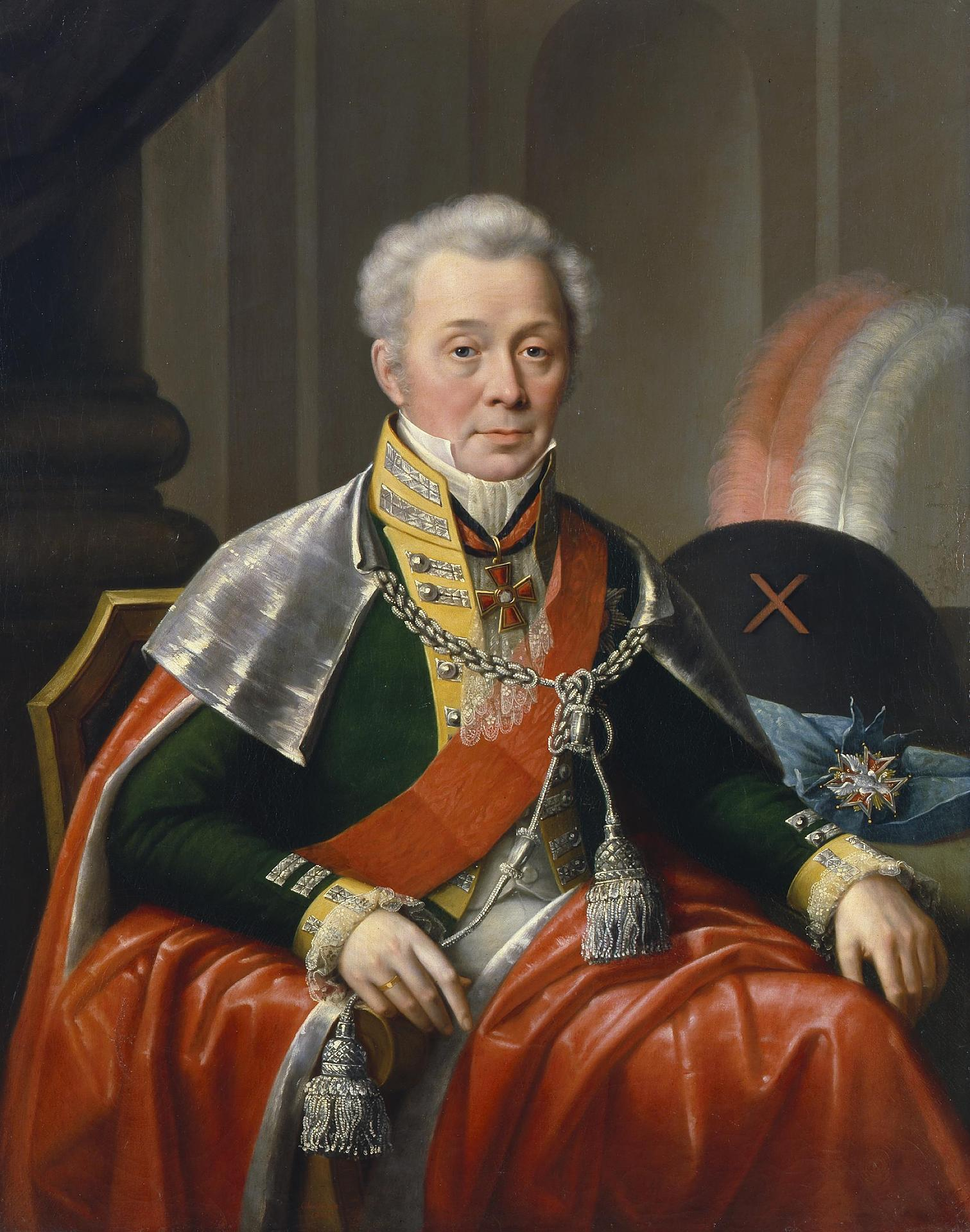
Le sénateur Piotr Vassilievitch Miatlev (1756-1833) portant la tenue de cérémonie des récipiendaires de l’ordre de Saint-Alexandre Nevski

En 1797, Paul Ier de Russie donna une description détaillée du règlement et de la tenue vestimentaire de l’ordre de Saint-Alexandre Nevski. Cette tenue était obligatoirement portée par les détenteurs de cette distinction lors de leur parution à la Cour impériale le jour de la fête de Saint Alexandre Nevski (30 août selon le calendrier julien) et les jours de cérémonie de l’Ordre. Cette tenue se composait d’une cape de velours rouge, à l’intérieur, une doublure de taffetas ou de satin de couleur blanche, un grand col de brocart argentée recouvrait les épaules du récipiendaire. À droite, sur sa poitrine, le détenteur de l’Ordre arborait une plaque, celle-ci ne devait pas « dépasser la taille requise ». Sous sa cape, la personnalité détentrice de l’Ordre portait une casaque bordée de dentelle d’or, au centre, mise en évidence, une croix. Pour compléter cette tenue, un chapeau de couleur noire orné de deux plumes l’une blanche, l’autre rouge. Un ruban en tissu rouge en forme de croix de croix de saint André était apposé sur le couvre-chef. Quelques années plus tard (au début du XIXe siècle), pour les occasions très solennelles (mariage, sacre, etc), fut créé un collier d’émaux et d’or comparable à celui de l’ordre de Saint-André. Mais à cette époque, le projet fut rejeté. Sans autorisation, le port de l’insigne serti de diamants était impérativement proscrit.
Lors du décès du récipiendaire, les membres de sa famille était dans l’obligation de rendre toutes les décorations de l’ordre de Saint-Alexandre Nevski, les insignes étaient remis au chancelier de l’Ordre.

#### Église de l’ordre

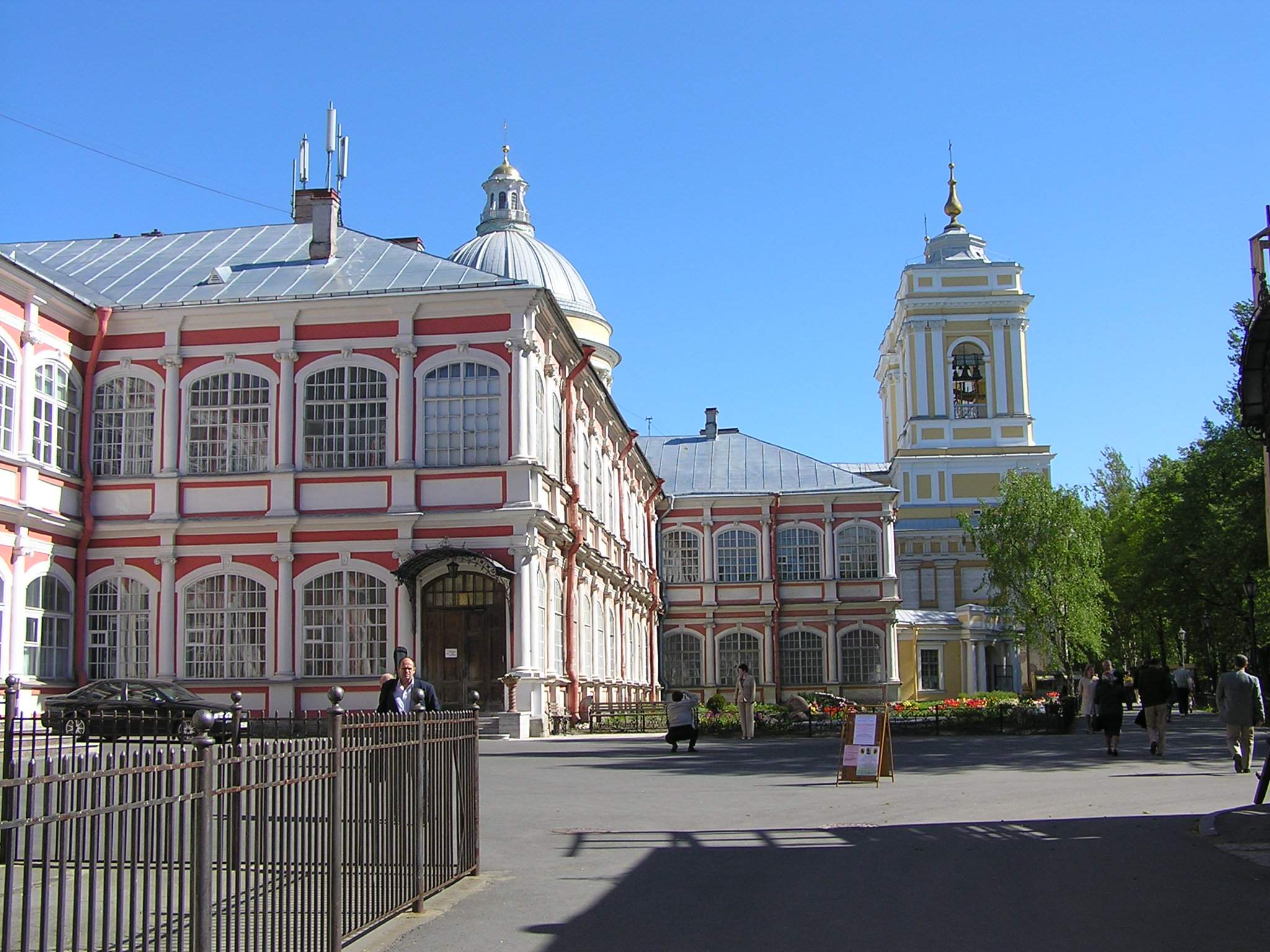
La laure saint Alexandre Nevski à Saint-Pétersbourg

Sous l’Empire, chaque ordre possédait sa propre église. Concernant l’ordre de Saint-Alexandre Nevski, ce fut l’église de la Sainte-Trinité de la laure Alexandre Nevski où reposait le saint qui lui fut attribué. Chaque année, le 30 août (fête de saint Alexandre Nevski selon le calendrier julien), un cortège formé de jeunes détenteurs de l’Ordre se rendait de Notre-Dame de Kazan à la laure Alexandre Nevski. Quelques années plus tard, Paul Ier de Russie organisa les cérémonies à Gatchina.

### Sous le règne d’AlexandreIer
Sous le règne de l’empereur Alexandre Ier, seuls les militaires possédant un grade élevé (major-général), les civils d’une classe sociale élevée pouvaient prétendre à l’attribution de l’ordre de Saint-Alexandre Nevski.
Au début du XIXe siècle, parmi les 260 détenteurs de l’ordre de Saint-Alexandre Nevski, un grand nombre se distinguèrent par leur héroïsme lors de la Guerre patriotique de 1812.
Au cours des Guerres napoléoniennes (1812-1814), l’ordre de Saint-Alexandre Nevski fut décerné 48 fois, dont 14 décorations serties de diamants. Après la bataille de Borodino, Alexandre Ier décerna l’ordre de Saint-Alexandre Nevski à quatre généraux : Dmitri Sergueïevitch Doktourov, Mikhaïl Andreïevitch Miloradovitch, Alexandre Ivanovitch Osterman-Tolstoï, Nikolaï Nikolaïevitch Raïevski.
En 1816, par un oukase, la croix de l’ordre de Saint-Alexandre Nevski changea d’apparence. Alexandre Ier de Russie remplaça les branches de verre rouge par des branches recouvertes d’émail rouge.

### Sous le règne de NicolasIer

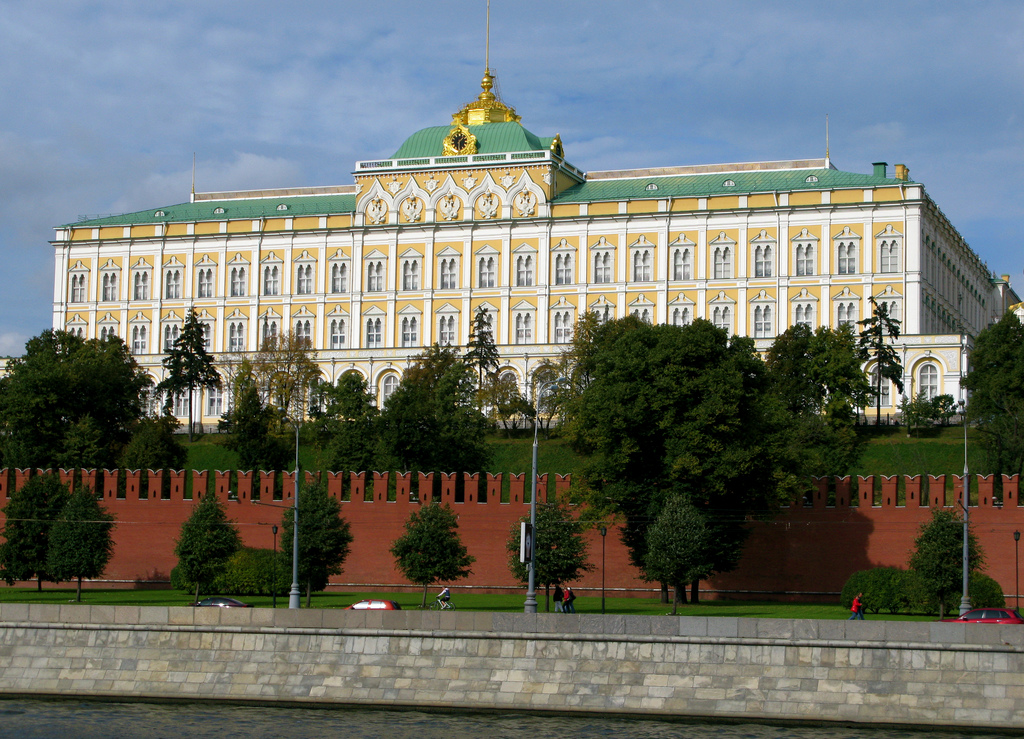
Le Grand Palais au Kremlin à Moscou

En 1837, Nicolas Ier prit la décision de faire construire un nouveau palais impérial dans l’enceinte du Kremlin. L’architecte Konstantin Andreïevitch Ton fut chargé du projet qui prévoyait 700 salles et pièces de réception avec, au rez-de-chaussée, les pièces réservées à l’empereur et aux membres de la famille impériale. Un grand escalier permettait d’accéder à cinq vastes salles situées à l’étage. Chacune de ces cinq pièces furent consacrées aux cinq ordres de l’Empire russe : une pièce réservée à l’ordre de Saint-André (salle Saint-André), une pièce réservée à l’ordre de Sainte-Catherine (salle Sainte-Catherine), une salle réservée à l’ordre de Saint-Vladimir (salle Saint-Vladimir), une pièce réservée à l’ordre de Saint-Alexandre Nevski (salle Saint Alexandre Nevski), une autre salle réservée à l’ordre de Saint-Georges (salle Saint-Georges).

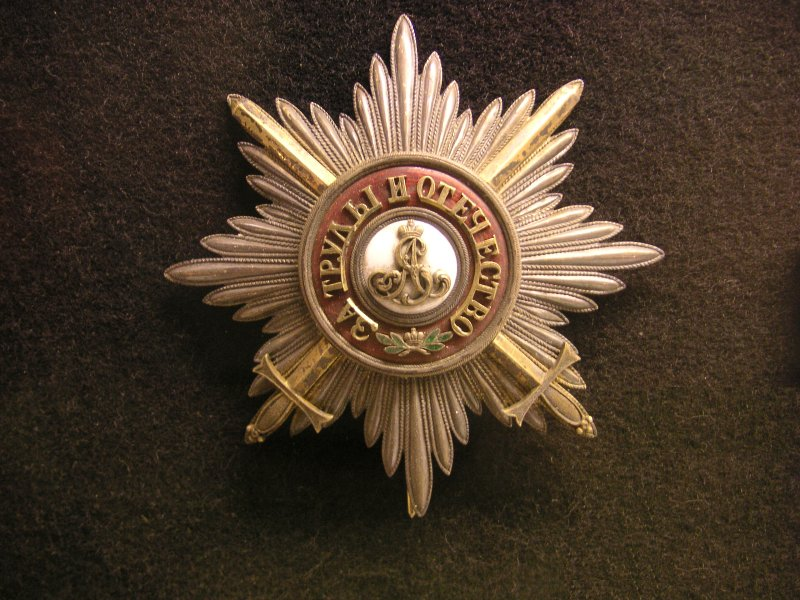
Plaque de l’ordre de Saint-Alexandre Nevski attribuée aux militaires faits de guerre héroïques

Contrairement à certains ordres honorifiques de l’Empire russe, l’ordre de Saint-Alexandre Nevski ne possédait aucune classe et n’était attribué qu’une fois. En 1855, un nouvel insigne (croix et plaque) fut créé uniquement destiné aux militaires. Il se présentait sous la forme d’une croix d’émail rouge, avec en son centre l’icône de Saint Alexandre Nevski, mais contrairement à l’ordre décerné aux civils, l’Ordre militaire se distinguait par l’ajout de deux épées dont les pointes étaient dirigées vers le haut. Une pension de 200 roubles était versée aux récipiendaires de cet ordre militaire. Un civil avait la possibilité de recevoir à deux reprises l’ordre de Saint-Alexandre Nevski, l’un à titre civil, l’autre à titre militaire (à l’occasion d’un fait de guerre héroïque au cours d’une bataille par exemple). Quelques années plus tard, un récipiendaire militaire portant le grade de major-général pouvait avoir l’honneur de recevoir une seconde fois cet ordre à titre militaire. L’attribution de cette récompense se traduisait par la remise de « l’insigne avec diamants dans l’ordre de Saint-Alexandre Nevski précédemment conféré ».

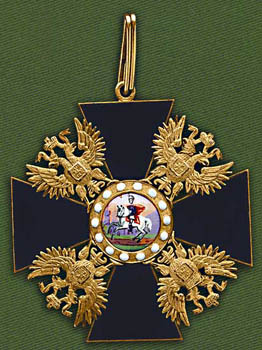
L’ordre de Saint-Alexandre Nevski sous le règne de Nicolas Ier de Russie

En 1860, l’ordre de Saint-Alexandre Nevski prit une nouvelle apparence, la croix se présentant sous une couleur noire avec, en son centre, Alexandre Nevski à cheval.

### Sous le règne d’Alexandre II

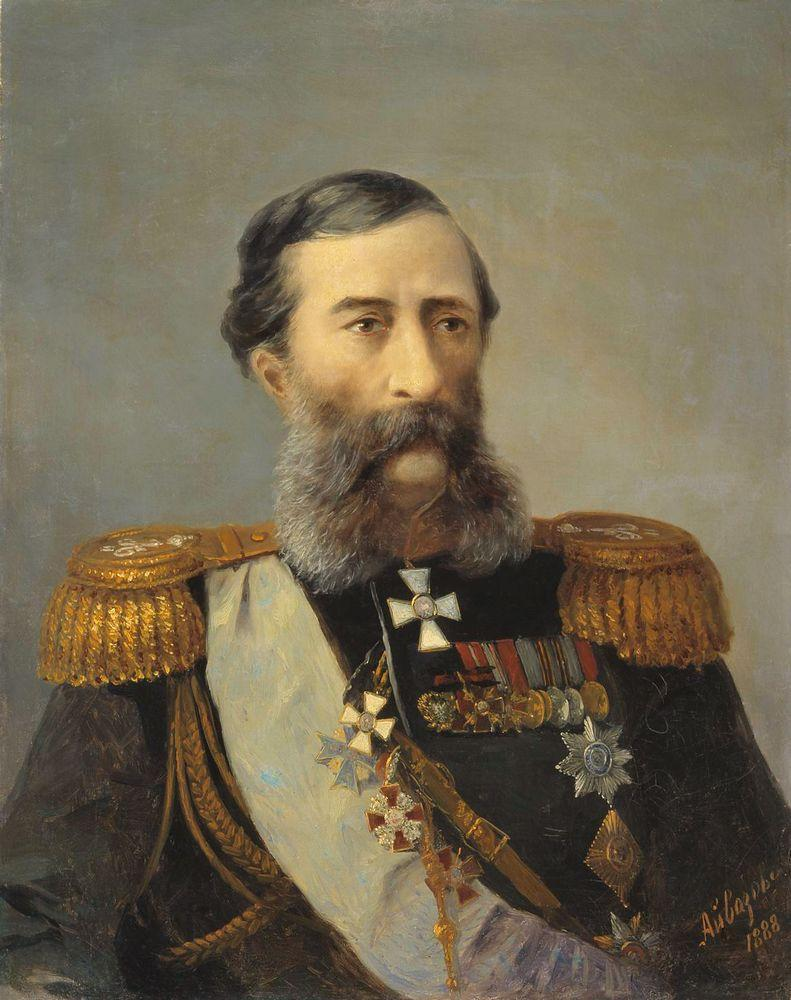
Mikhaïl Loris-Melikov décoré de l’ordre de Saint-Alexandre Nevski avec diamants

Par décret du 28 mars 1862, Alexandre II de Russie institua un nouveau règlement concernant l’ordre de Saint-Alexandre Nevki. Sur une décision de l’empereur, une personnalité honorée par trois distinctions de l’ordre de Saint-Alexandre Nevski avait la possibilité d’être distinguée une quatrième fois, ce quatrième et dernier titre honorifique se définissait ainsi : sur la croix ornée de diamants attribuée antérieurement, le récipiendaire avait la possibilité d’ajouter deux épées. Concernant la plaque, ces dernières étaient disposées non pas sur les côtés du médaillon mais au-dessus et, en ce qui concerne l’insigne, les épées étaient placées sur la partie supérieure de la branche de la décoration. Sous le règne d’Alexandre II de Russie, cette distinction pouvait dans la vie civile et militaire d’une personnalité être attribuée jusqu’à quatre fois.
Le 5 août 1860, Alexandre II de Russie instaura la remise de banderoles rouges destinées aux régiments anciens célébrant leur jubilé. Les drapeaux, étendards, trompettes appartenant aux régiments de ligne, étaient ornés le jour de la célébration de leur jubilé d’une banderole de couleur rouge (couleur du ruban de l’ordre de Saint-Alexandre Nevski). La banderole était nouée sur la partie supérieure de la hampe du drapeau et enjolivée de broderies d’or ou d’argent. En toutes lettres étaient inscrits soit le nom du régiment, soit les faits héroïques accomplis au cours d’un conflit armé par cette unité de ligne.

#### Service de table
En 1855, Alexandre II de Russie passa commande d’un service de table à la manufacture de porcelaine de Saint-Pétersbourg. Ce service en porcelaine blanche était, sur le pourtour, orné d’un ruban rouge rappelant celui de l’ordre de Saint-Alexandre Nevski. Au milieu des différentes pièces du service figurait une étoile argentée à huit branches avec, en son centre, le monogramme de Saint-Alexandre Nevski. Accroché au ruban, la croix rouge de l’Ordre.

### Sous le règne de Nicolas II

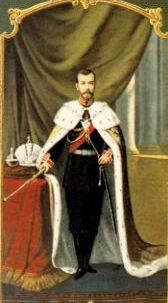
Nicolas II de Russie le jour de son couronnement, sur sa poitrine, il arbore le ruban de soie rouge de l’ordre de Saint-Alexandre Nevski

Au cours du règne de Nicolas II, 3 674 décorations furent attribuées dont 105 remises en 1916. Par un rescrit impérial publié le 22 avril 1906 le comte Serge Witte, ayant quitté le poste de Premier ministre, fut nommé chevalier de l’ordre de Saint-Alexandre Nevski avec diamants.

## Abolition de l’ordre et survivances

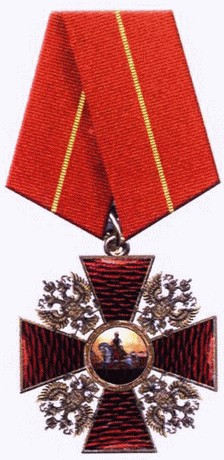
Ordre d’Alexandre Nevski (fédération de Russie)

Le 10 novembre 1917, les dirigeants bolcheviques Lénine et Iakov Sverdlov signèrent l’un des tout premiers décrets de la Révolution russe « sur la destruction des classes sociales et les rangs civils », qui marque la fin des ordres impériaux. Au bas de ce document figurent les signatures de Vladimir Oulianov (Lénine) et Sverdlov.
Le 29 juillet 1942, l’Union soviétique créa l'ordre d'Alexandre Nevski, décerné uniquement à titre militaire.
Par le décret portant le numéro n° 2424-1 et signé le 2 mars 1992, la fédération de Russie conserve l’ordre d’Alexandre Nevski soviétique dans son système actuel de récompenses civiles et militaires. La faucille et le marteau ne figurent plus sur la partie inférieure de l’insigne en forme d’étoile. En 2010, l'ordre d'Alexandre Nevski est complètement modifié, ses statuts changés et l'ancienne croix de la période impériale, restaurée[réf. nécessaire].

## Après la révolution
Après la révolution russe de 1917, l’ordre de Saint-Alexandre Nevski continue à être attribué par les chefs de la famille impériale de Russie. La grande-duchesse Maria Vladimirovna de Russie est prétendante à l'actuelle Grande Maîtrise de cet ordre. Le 27 janvier 2006, elle remet l’insigne au métropolite Cyrille de Smolensk (aujourd’hui patriarche Cyrille de Moscou).

## À noter
Le jour du sacre, l’impératrice ou l’empereur accédant au trône impérial de Russie épinglait lui-même sur sa poitrine l’ordre de Saint-Alexandre Nevski et l’ordre de Saint-André.